# Shindig!
Shindig! fue un programa de variedades estadounidense, emitido por ABC desde el 16 de septiembre de 1964 hasta el 8 de enero de 1966. El programa era presentado por Jimmy O'Neill, un discjockey de Los Ángeles en aquella época, que también creó el programa junto con su esposa Sharon Sheeley y el productor ejecutivo Arthur Stolnitz.

## Sinopsis
El programa era emitido inicialmente durante media hora cada semana, pero se expandió a una hora en enero de 1965. En el otoño de 1965, el programa se dividió en dos transmisiones de media hora cada una, emitidas en las noches de los jueves y sábados.
El episodio debut de Shindig! fue un piloto en el que aparecían The Righteous Brothers. Los programas siguientes fueron grabados en Inglaterra con The Beatles como invitados. En el programa se presentaron otras bandas y artistas británicos como The Who, The Rolling Stones y Cilla Black. Shindig! continuaría emitiendo episodios realizados en Londres durante toda su existencia.
Algunos artistas famosos que se presentaron en Shindig! fueron Sam Cooke, Lesley Gore, Bo Diddley, y Sonny and Cher.
El éxito de Shindig! llevó a NBC a emitir el programa Hullabaloo, el cual comenzó en enero de 1965.

### Decadencia y cancelación
Para octubre de 1965, el programa tenía problemas en las mediciones de audiencias y en enero de 1966, Shindig! fue cancelado y reemplazado en su horario de los jueves por la serie Batman.

## Artistas recurrentes
Acompañando a los actos musicales de la semana, Shindig! también presentaba una tropa de baile llamada los Shin-diggers. Una de las bailarinas regulares era Teri Garr, que luego encontraría éxito como actriz. La coreógrafa asistente de los Shin-diggers, Antonia Basilotta (más conocida como Toni Basil), fue famosa en los años 80 por su canción "Mickey".
La banda anfitriona, los Shin-diggers (que después cambiaron su nombre a los Shindogs), estaba compuesta por los músicos Glen Campbell, Joey Cooper, Chuck Blackwell (batería), Billy Preston, James Burton, Delaney Bramlett, Larry Knechtel (en el bajo) y el pianista Leon Russell.
The Blossoms, un grupo vocal femenino liderado por Darlene Love, servía de apoyo a varios de los artistas y sus presentaciones en el programa. Donna Loren, Jackie DeShannon y Bobby Sherman fueron también vocalistas regulares en el programa.

## Invitados musicales
| - The Animals - Louis Armstrong - Desi Arnaz, Jr. - Long John Baldry - The Barron Knights - Fontella Bass - Shirley Bassey - The Beach Boys - The Beatles - James Brown - The Byrds - The Beau Brummels - Tony Bennett - Chuck Berry - Cilla Black - Booker T & the MG's - Glen Campbell - Freddy Cannon - Johnny Cash - Chad and Jeremy - Chubby Checker - The Coasters - Petula Clark - Sam Cooke - The Dave Clark Five - The Spencer Davis Group - Jackie DeShannon - Dick and Dee Dee - Dino, Desi & Billy - Bo Diddley - The Dixie Cups - Donovan - The Everly Brothers - Shelley Fabares - Adam Faith - Marianne Faithfull - Four Tops - Aretha Franklin - Freddie and the Dreamers - Gale Garnett - Gary Lewis & the Playboys - Marvin Gaye - The Gentrys - Gerry & the Pacemakers - Stan Getz - Dizzy Gillespie - Dobie Gray - Bessie Griffin - Bobby Goldsboro - Lesley Gore - Grass Roots - Françoise Hardy - Herman's Hermits - The Hollies - Don Ho - The Honeycombs - The Ikettes - The Isley Brothers - Davy Jones - Gloria Jones - The Kingsmen - The Kinks - Billy J. Kramer & the Dakotas - Bettye LaVette - Jerry Lee Lewis | - Little Anthony and the Imperials - Little Eva - Major Lance - Donna Loren - Darlene Love - The Lovin' Spoonful - Lulu & the Luvvers - The Mamas & the Papas - Manfred Mann - The Marvelettes - Johnny Mathis - Millie - Sal Mineo - Matt Monro - The Moody Blues - The Nashville Teens - Ricky Nelson - Roy Orbison - Rita Pavone - Gene Pitney - The Poets - Elvis Presley - Billy Preston - The Pretty Things - Eddie Rambeau - The Righteous Brothers - Johnny Rivers - Smokey Robinson and The Miracles - Jimmie Rodgers - The Rolling Stones - The Ronettes - Bobby Rydell - Tommy Sands - Neil Sedaka - Del Shannon - Dee Dee Sharp - Sandie Shaw - The Shangri-Las - Bobby Sherman - Sir Douglas Quintet - Sonny & Cher - Rod Stewart (como parte de Brian Auger and the Trinity) - The Supremes - The Temptations - Joe Tex - Tommy Tucker - Ike & Tina Turner - The Turtles - Twinkle - Unit 4 + 2 - Vashti - Bobby Vee - The Ventures - The Vibrations - The Walker Brothers - We Five - Clara Ward Singers - Mary Wells - The Who - Hank Williams, Jr. - Jackie Wilson - Howlin' Wolf - The Yardbirds - The Zombies |

## Presentadores invitados
- George Chakiris
- Zsa Zsa Gabor
- Carolyn Jones
- Boris Karloff
- Hedy Lamarr
- Jack E. Leonard
- Hugh O'Brian
- Mickey Rooney
- Ed Wynn